# Alexander Eduardowitsch Kokscharow
Alexander Eduardowitsch Kokscharow (russisch Александр Эдуардович Кокшаров; * 20. Dezember 2004) ist ein russischer Fußballspieler.

## Karriere
Kokscharow begann seine Karriere beim FK Krasnodar. Im September 2022 stand er erstmals im Kader der Zweitligamannschaft Krasnodars, kam aber noch nicht zum Einsatz. Stattdessen debütierte der Angreifer dann im selben Monat für die erste Mannschaft des Klubs im Cup. Im Oktober 2022 folgte dann gegen Krylja Sowetow Samara auch sein Debüt in der Premjer-Liga.

## Persönliches
Sein Vater Eduard (* 1975) war ein äußerst erfolgreicher Handballer, der unter anderem Weltmeister und Olympiasieger wurde.